# Episodi di Rosewood (prima stagione)
La prima stagione della serie televisiva Rosewood, composta da 22 episodi, è stata trasmessa sul canale statunitense Fox dal 23 settembre 2015 al 25 maggio 2016.
In Italia la stagione è andata in onda su Fox Crime, canale a pagamento della piattaforma Sky, dal 17 giugno al 26 agosto 2016. In chiaro è stata trasmessa su Rai 2 dal 7 luglio al 16 settembre 2017 e dal 19 giugno al 3 luglio 2018.
| n° | Titolo originale                          | Titolo italiano                   | Prima TV USA      | Prima TV Italia (Fox Crime e Rai 2) | Prima TV Italia (Fox Crime e Rai 2) |
| -- | ----------------------------------------- | --------------------------------- | ----------------- | ----------------------------------- | ----------------------------------- |
| 1  | Pilot                                     | Uno strano incidente              | 23 settembre 2015 | 17 giugno 2016                      | 14 luglio 2017                      |
| 2  | Fireflies and Fidelity                    | Lucciole e fedeltà                | 30 settembre 2015 | 17 giugno 2016                      | 14 luglio 2017                      |
| 3  | Have-Nots and Hematomas                   | Un ragazzo di talento             | 7 ottobre 2015    | 24 giugno 2016                      | 21 luglio 2017                      |
| 4  | Vandals and Vitamins                      | Vandali e vitamine                | 14 ottobre 2015   | 24 giugno 2016                      | 21 luglio 2017                      |
| 5  | Necrosis and New Beginnings               | La scelta giusta                  | 21 ottobre 2015   | 1º luglio 2016                      | 28 luglio 2017                      |
| 6  | Policies and Ponies                       | Un'amara sorpresa                 | 4 novembre 2015   | 1º luglio 2016                      | 28 luglio 2017                      |
| 7  | Quadriplegia and Quality Time             | Vecchi conflitti                  | 11 novembre 2015  | 8 luglio 2016                       | 4 agosto 2017                       |
| 8  | Bloodhunt and Beats                       | Legami di sangue                  | 18 novembre 2015  | 8 luglio 2016                       | 4 agosto 2017                       |
| 9  | Fashionistas and Fasciitis                | Una collezione letale             | 25 novembre 2015  | 15 luglio 2016                      | 25 agosto 2017                      |
| 10 | Aortic Ateresia and Art Installations     | Senza cuore                       | 2 dicembre 2015   | 15 luglio 2016                      | 25 agosto 2017                      |
| 11 | Paralytics and Priorities                 | Ars longa vita brevis             | 2 marzo 2016      | 22 luglio 2016                      | 1 settembre 2017                    |
| 12 | Negative Autopsies and New Partners       | Nuovi partner e autopsie negative | 9 marzo 2016      | 22 luglio 2016                      | 1 settembre 2017                    |
| 13 | Ballistics and BFFs                       | Nessuno è ciò che sembra          | 16 marzo 2016     | 29 luglio 2016                      | 8 settembre 2017                    |
| 14 | Hydrocephalus and Hard Knocks             | Uno scomodo passato               | 23 marzo 2016     | 29 luglio 2016                      | 8 settembre 2017                    |
| 15 | Atherosclerosis and the Alabama Flim-Flam | Mosse vincenti                    | 30 marzo 2016     | 5 agosto 2016                       | 16 settembre 2017                   |
| 16 | Dead Drops and Disentanglement            | Tormenti e paure                  | 13 aprile 2016    | 5 agosto 2016                       | 16 settembre 2017                   |
| 17 | Silkworms y Silencio                      | Bachi da seta e silenzio          | 20 aprile 2016    | 12 agosto 2016                      | 19 giugno 2018                      |
| 18 | Thorax, Thrombosis & Threesomes           | Torace, trombosi e cose a tre     | 27 aprile 2016    | 12 agosto 2016                      | 19 giugno 2018                      |
| 19 | Sudden Death & Shades Deep                | Delitti e segreti                 | 4 maggio 2016     | 19 agosto 2016                      | 26 giugno 2018                      |
| 20 | Keratin & Kissyface                       | Un caso irrisolto                 | 11 maggio 2016    | 19 agosto 2016                      | 26 giugno 2018                      |
| 21 | Wooberite & The Women of Rosewood         | Wooberite e le donne di Rosewood  | 18 maggio 2016    | 26 agosto 2016                      | 3 luglio 2018                       |
| 22 | Badges & Bombshells                       | Cuori in frantumi                 | 25 maggio 2016    | 26 agosto 2016                      | 3 luglio 2018                       |